# Конфленти
Конфленти (итал. Conflenti) — коммуна в Италии, располагается в регионе Калабрия, подчиняется административному центру Катандзаро.
Население составляет 1677 человек, плотность населения составляет 56 чел./км². Занимает площадь 31 км². Почтовый индекс — 88040. Телефонный код — 0968.
Покровительницей коммуны почитается Пресвятая Богородица (Maria SS. della Quercia di Visora). Праздник ежегодно празднуется 7 февраля и в последнее воскресение августа.